# Hylaeus quadricornis
Hylaeus quadricornis là một loài Hymenoptera trong họ Colletidae. Loài này được Hedicke mô tả khoa học năm 1926.